# Kyselina lutidinová
Kyselina lutidinová (pyridin-2,4-dikarboxylová) je heteroaromatická sloučenina, dikarboxylová kyselina odvozená od pyridinu. Patří mezi pyridindikarboxylové kyseliny, karboxylové skupiny jsou u ní navázány do poloh 2- a 4.